# Mimozotale
Mimozotale is een kevergeslacht uit de familie van de boktorren (Cerambycidae). De wetenschappelijke naam van het geslacht werd voor het eerst geldig gepubliceerd in 1951 door Breuning.

## Soorten
Mimozotale omvat de volgende soorten:
- Mimozotale cylindrica Hayashi, 1981
- Mimozotale flavovittata Breuning, 1975
- Mimozotale longipennis (Pic, 1927)
- Mimozotale minuta (Pic, 1926)
- Mimozotale trivittata (Pic, 1931)
- Mimozotale flavolineata Breuning, 1951
- Mimozotale javanica Breuning, 1956
- Mimozotale sikkimensis (Breuning, 1940)
- Mimozotale tonkinea Breuning, 1969